# Walter Schädlich
Walter Schädlich (* 15. April 1922 in Hamborn; † 30. April 2016) war ein deutscher Sportlehrer und Handballnationalspieler. Als Spieler wurde er mit der bundesdeutschen Nationalmannschaft zweimal Weltmeister und als Spielertrainer mit Hamborn 07 einmal deutscher Meister im Feldhandball.

## Sportkarriere
Sein erstes Spiel in der DHB-Nationalmannschaft absolvierte Walter Schädlich am 1. April 1951 gegen die Auswahl des damals noch eigenständigen Saarlandes. Insgesamt bestritt der Weltklassespieler bis zu seinem letzten Feldhandball-Länderspiel am 30. September 1956 25 Länderspiele und erzielte dabei 105 Tore. Mit dem DHB-Team wurde Schädlich zweimal Feldhandball-Weltmeister. In den beiden Finalspielen 1952 gegen Schweden (19:8) und 1955 gegen die Schweiz (25:13) erzielte er insgesamt zehn Tore. Bei der WM 1952 war er mit 26 Treffern zweitbester deutscher Torschütze nach Bernhard Kempa, der ein Tor mehr erzielen konnte. Nach seinem Karriereende war Schädlich für einige Jahre alleiniger Rekordnationalspieler. Er erzielte bei jedem seiner 25 Länderspieleinsätze mindestens ein Tor und ist insgesamt der vierterfolgreichste Angreifer in der Geschichte der Feldhandball-Nationalmannschaft.
1958 gewann er als Spielertrainer mit seinem Heimatverein Hamborn 07 vor 25.000 Zuschauern im Stadion Niederrhein in Oberhausen die deutsche Meisterschaft im Feldhandball. Im Endspiel bezwangen die „Löwen“ den favorisierten VfL Wolfsburg mit 10:9 (7:5). Während der anschließenden Jubelfahrt von Oberhausen nach Hamborn ehrten ihn seine Fans mit Transparenten mit der Aufschrift Treu und redlich – Walter Schädlich!
Walter Schädlich machte sich nach seiner aktiven Zeit sehr um den Aufbau des Hallenhandballs vor allem im Duisburger Norden verdient, als Spielertrainer war er u. a. für Hamborn 07 und den VfB Homberg noch aktiv, und als Trainer bei Schwarz-Weiß Westende Hamborn und dem VfB Homberg tätig. In der Saison 1970/71 trainierte er den Krefelder Verein TV Oppum in der Hallenhandball- und Feldhandball-Bundesliga. Sein letztes Spiel als Oppumer Trainer war die Feld-Bundesligabegegnung gegen seinen Stammverein Hamborn 07 am 4. Juli 1971. Als Sportlehrer am Hamborner Clauberg-Gymnasium brachte er schließlich Schul- und Vereinssport zusammen und führte Generationen von Schülern an den Handballsport heran.
Auch als Fußballtrainer war Schädlich erfolgreich. 1957 übernahm er die erste Mannschaft von Hamborn 07, die zu diesem Zeitpunkt auf dem 5. Platz der 2. Liga West lag, und führte sie mit 5 Punkten Vorsprung zur Tabellenführung und somit zum Aufstieg in die Oberliga, der damals höchsten deutschen Spielklasse.

## Trivia
In der Saison 1949/50 ersetzte Walter Schädlich den verletzten Hans Röhrig als Torwart der Fußball-Oberliga-Mannschaft seines Vereins Hamborn 07, als er in vier Spielen der Oberliga West, damals höchste Spielklasse, das Tor hütete. Die Hamborner konnten mit Schädlich im Tor zwar kein Spiel gewinnen (er kassierte in den vier Spielen insgesamt acht Tore), spielten mit dem Handballer im Tor aber auch einmal (gegen die SpVgg Erkenschwick) „zu null“.

## Ehrungen

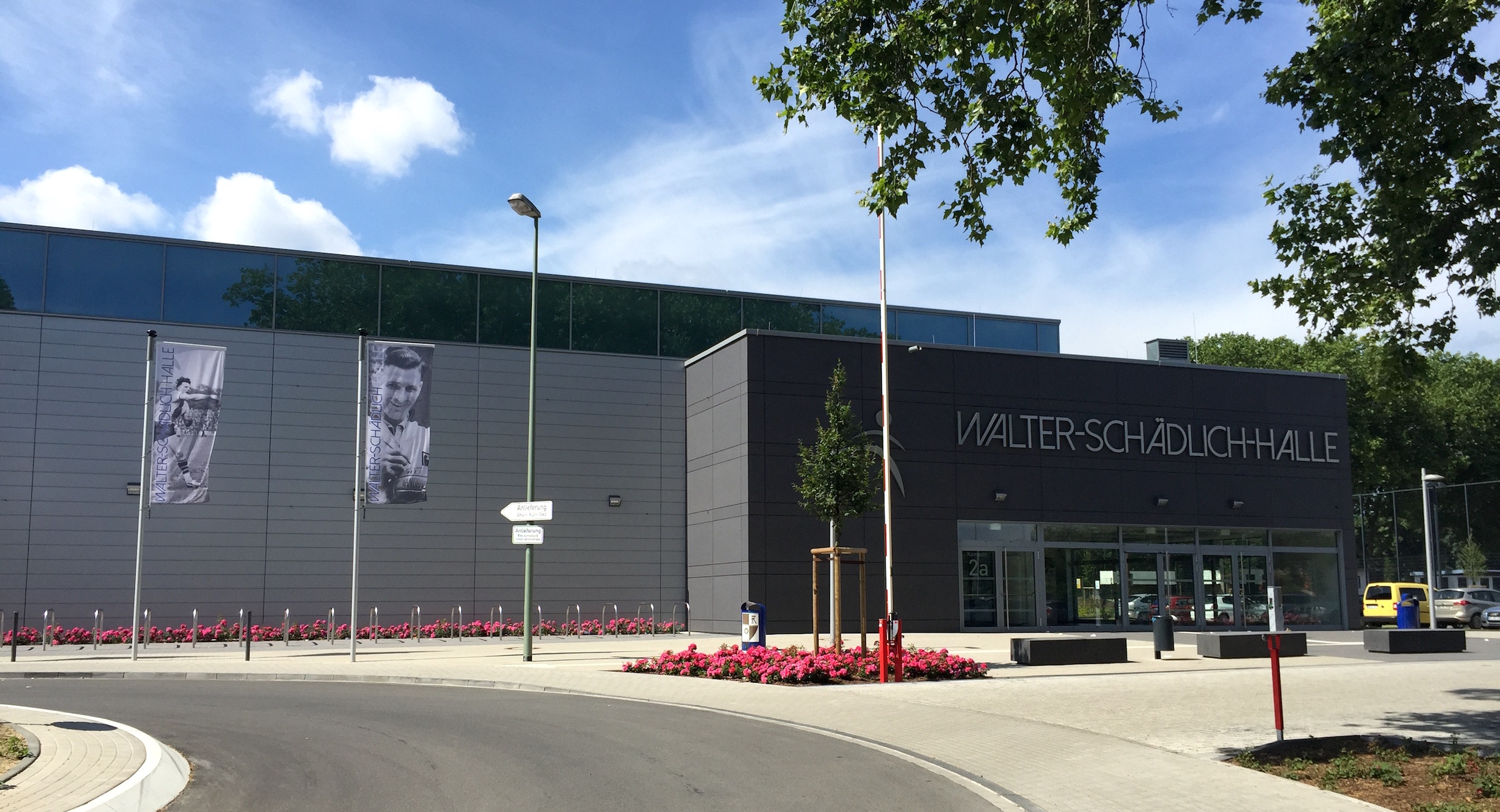
Walter-Schädlich-Halle, Juli 2016

- Für den Gewinn der Weltmeisterschaft 1952 wurde Schädlich mit dem Silbernen Lorbeerblatt geehrt.[12]
- 2003 wurde ihm von der damaligen Oberbürgermeisterin von Duisburg, Bärbel Zieling, das Bundesverdienstkreuz überreicht.[13][14]
- Die im Herbst 2015 in Betrieb genommene Walter-Schädlich-Halle in Hamborn ist nach ihm benannt.[15]
- Zu seinen Ehren organisierte der Heimatverein Hamborn e. V. Ende 2015 die Ausstellung Schlaglichter Hamborner Sportgeschichte 1902 bis 1958.[16]
- Zu seinem 100. Geburtstag hat der Deutsche Handballbund (DHB) eine Sportbiographie über Walter Schädlich veröffentlicht.[17]